# 池田長頼
池田 長頼（いけだ ながより）は、江戸時代前期の大身旗本。書院番を務め、3000石を知行した。1632年、兄である備中松山藩主・池田長幸の後継と相続をめぐる問題から刃傷事件を起こし、親族の脇坂安経を殺害したため、切腹を命じられた。

## 生涯
池田長吉の四男として誕生。長吉は池田恒興の三男で、関ヶ原の合戦後に因幡鳥取藩6万石の藩主となった。
慶長6年（1601年）、長頼は徳川秀忠に召し出され、書院番となって知行3000石を与えられた。のちに西の丸に出仕する。寛永4年（1627年）、従五位下・豊後守に叙任。
なお、慶長19年（1614年）に父の長吉が没し、兄の池田長幸が跡を継いでいる。元和3年（1617年）、長幸は備中松山藩6万5000石に移された。

### 刃傷事件
寛永9年（1632年）4月4日、池田長幸（46歳）の容態が悪化したため、継嗣や遺領の分知についての遺言を定めて後事を託すべく、親族が招集された。
長幸の嫡子（後継予定者）は長男の長常（24歳）であるが、長幸とは不和であった。長幸は、長常が「病者」であるとともに、自らの意にかなわないとして、6万5000石の領知の半分（『徳川実紀』によれば過半）を二男の長純に分ける意向であった。親族たちはこれに同意したが、長頼だけは納得しなかった。
長頼の主張は、遺領は長男に残らず譲るべきであり、二男に過半を与えるのは道理が通らないというものであった（『徳川実紀』）。親族たちは長頼を排除して評議に加わらせなかった。憤慨した長頼は会合の席に押しかけて刃傷に及び、脇坂安経（信濃飯田藩主・脇坂安元の継嗣）を殺害した。
『寛政譜』の脇坂家の譜によれば、安経の兄である脇坂安信（美濃国内1万石領主。長純夫人の実父）は長頼を追いかけ、階上で斬り合いとなったが、安信は傷を負った上に階段から転落して気絶した。
『徳川実紀』の記述によれば、長頼はまず長純に斬りかかり、長純は逃れた。その舅である脇坂安信が応戦し、長頼に斬られて負傷した安信は離脱した。また長頼は、居合わせた安経を斬殺した。長頼自身は傷を負うことなく、長幸の屋敷に立て籠った。屋敷の外にいた親族たちの従者は驚いて玄関から乱入しようとし、長幸の家臣たちがこれを阻止しようとするなど「騒動もってのほか」の事態となった。このことを聞きつけた縁者の堀直寄（越後村上藩主。長常正室の父）が、従者300人に棒を持たせて駆けつけ、双方を鎮めて事態を収拾した。
長頼は、書院番の同僚4人（能勢頼隆・頼永・頼之兄弟および山口光正）の監視下に置かれた。4月6日、脇坂安経を殺害し、多数を負傷させたことを罪として幕府は長頼に死を命じ、長頼は切腹した。

## 刃傷事件の余波

### 池田家
幕府は長頼に死を命じた一方、長頼の主張は道理があると認めた。池田長幸は4月7日に死去。8月26日、長常が家督とともに遺領のすべてを相続することが認められた。池田長純（のち池田長教）の家はその後脇坂家に仕え、龍野藩（脇坂安政のとき飯田から移封。後述）の家老となった。
寛永18年（1641年）、長常は男子のないまま33歳で没した。『寛政譜』によれば、女子に婿を取って継がせることは末期養子として認められず、備中松山藩は改易処分となった。長常の弟の池田長信は井原陣屋1000石の旗本（井原池田家）となり、長吉系池田家の系譜をつないでいる。
なお、長常の弟の池田長重は備中松山藩に仕えていたが、改易によって浪人した。明暦4年（1658年）に親族の分部嘉治（近江大溝藩主）を対談の席で殺害する事件を引き起こしている。

### 脇坂家
4月7日、脇坂安信には所領没収の処分が下された。安信は5年後の寛永14年（1637年）に死去。
信濃飯田藩主・脇坂安元は、継嗣としていた実弟の安経を喪った。安元の実弟としてはほかに脇坂安総（安方）もいたが、安元は幕閣の実力者である堀田正盛の弟・脇坂安利を養子に迎えた。安利は寛永13年（1636年）に早世したが、寛永17年（1640年）にはあらためて堀田正盛の二男・脇坂安政（8歳）を養子として迎えている。脇坂家は安政の代の寛文12年（1672年）に播磨龍野藩に移され、また堀田家との関係から願譜代となった。

### 水野家
騒動の現場には、長幸の娘婿である5000石の旗本で、御側を務める水野成言（成忠。備後福山藩主・水野勝成の二男）も居合わせた。『徳川実紀』によれば成言は手をつかねて何もできず、失踪してのちに隠遁した。『寛政譜』によれば、その座にあったことで罪に問われ、京都深草に蟄居した。

## 系譜
特に記さない限り『寛政譜』に基づく。
- 父：池田長吉（1570年 - 1614年）
- 母：伊木忠次（池田家家老）の娘
- 室：久留島通春の娘[注釈 8]
- 生母不明の子女
  - 男子：池田長忠 - 権平
  - 男子：池田長氏 - 権太夫